# Globus Hitlera

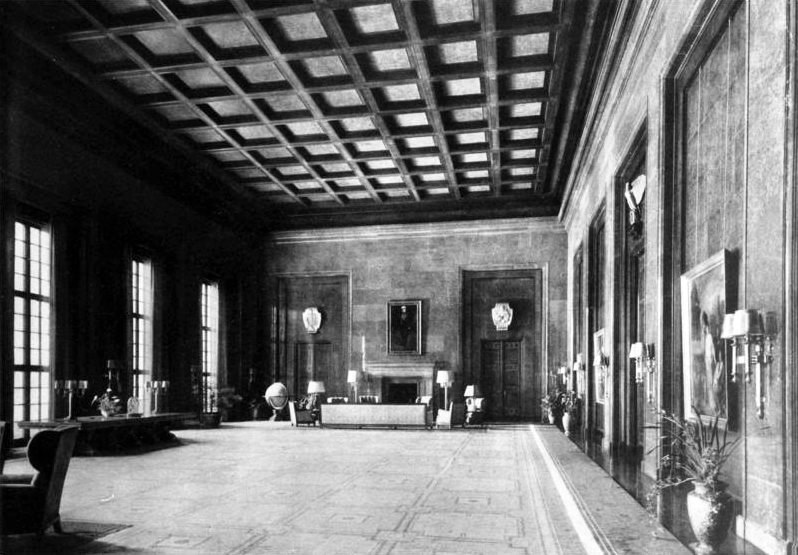
Globus w gabinecie Adolfa Hitlera w Nowej Kancelarii Rzeszy w Berlinie

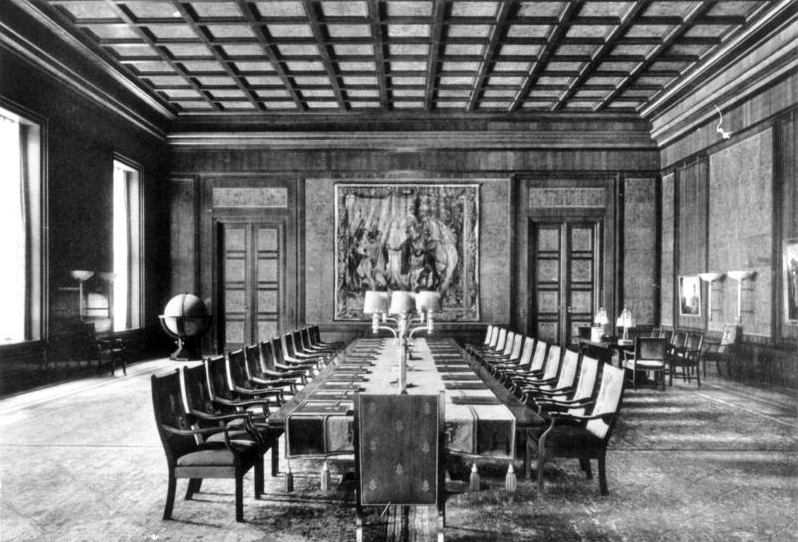
Globus w sali posiedzeń rządu w Nowej Kancelarii Rzeszy w Berlinie

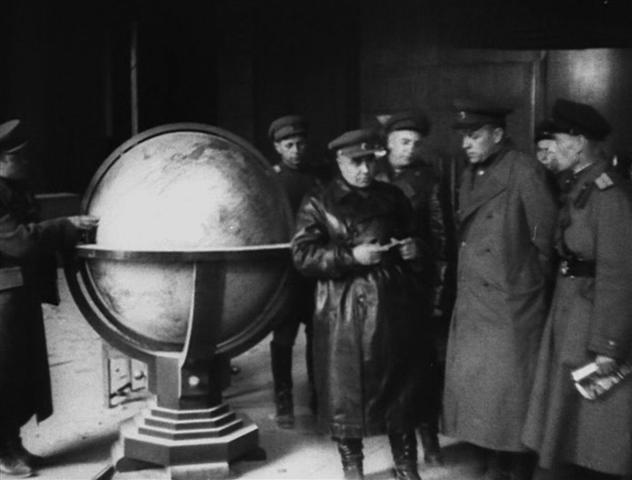
Żołnierze Armii Czerwonej przy globusie Hitlera w maju 1945 roku

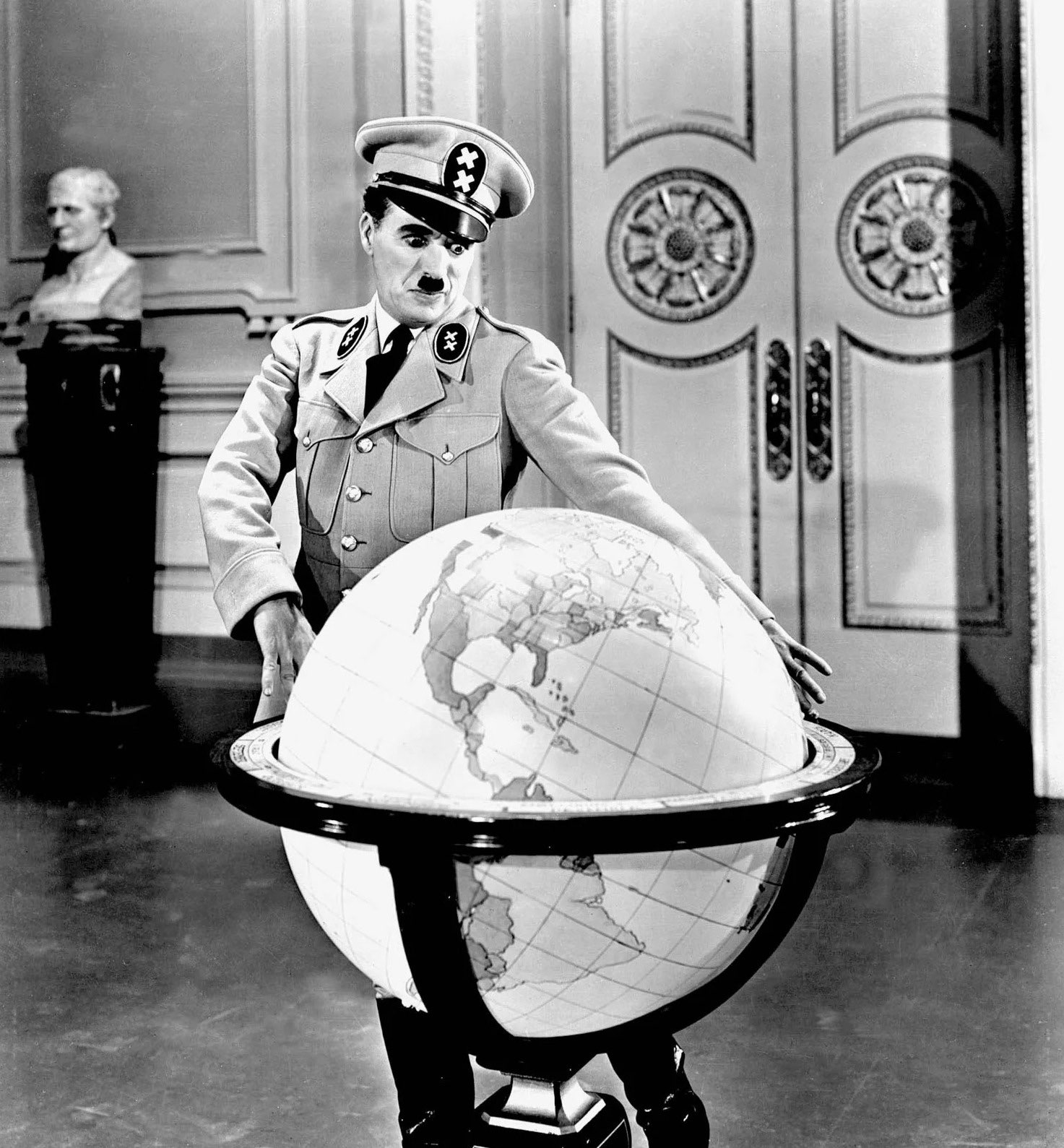
Charlie Chaplin jako Adenoid Hynkel przy globusie w filmie Dyktator

Globus Hitlera – dwa globusy zaprojektowane w Berlinie w latach trzydziestych XX wieku, po jednym dla Adolfa Hitlera i jego Narodowosocjalistycznej Niemieckiej Partii Robotników (NSDAP).

## Opis
Globus wykonany dla Hitlera był wysokości Volkswagena Garbusa i wyprodukowano go wielkim kosztem. W przeciwieństwie do drugiego, globus Hitlera odzwierciedlał aneksję Abisynii (dzisiejszej Etiopii) do Włoskiej Afryki Wschodniej w wyniku wojny włosko-abisyńskiej. Drugi został wykonany ze standardowego drewna, bez żadnych specjalnych cech. Rzeczywistej liczby wyprodukowanych globusów nie można zweryfikować, gdyż fabryka, w której je wyprodukowano, wraz z archiwum, została zniszczona w wyniku alianckich nalotów w 1943 roku. 
Wolfram Pobanz, niemiecki historyk i miłośnik globusów, uważa, że choć znajdował się on w jego gabinecie, Hitler prawdopodobnie za nim nie przepadał, gdyż nie istnieje żadna fotografia Führera z globusem.
W 1938 roku Hitler zdecydował, że Stara Kancelaria Rzeszy nie jest wystarczająco duża, aby pomieścić ministerstwa nazistowskich Niemiec. Budowę Nowej Kancelarii Rzeszy zlecił swojemu ulubionemu architektowi Albertowi Speerowi. Po zakończeniu gruntownego remontu na początku 1939 roku, zgodnie z decyzją Hitlera, globus został przeniesiony do jego nowego gabinetu, zlokalizowanego w samym sercu Nowej Kancelarii, gdzie pozostał do czasu zajęcia budynku przez Sowietów w maju 1945 roku, w wyniku operacji berlińskiej.

## Globus obecnie
Na świecie istnieje wiele globusów rzekomo należących do Hitlera, chociaż ich autentyczność jest wątpliwa. W Berlinie są trzy: jeden w instytucie geograficznym, drugi w Märkisches Museum i trzeci w Niemieckim Muzeum Historycznym. Kolejne dwa znajdują się w zbiorach publicznych w Monachium.  Na niektórych z globusów terytorium III Rzeszy jest przestrzelone z broni palnej lub jest w inny sposób zniszczone, co jest czynem popełnionym z pogardy przez żołnierzy radzieckich lub amerykańskich. Z dowodów fotograficznych wynika, że żaden z tych globusów nie pochodzi z gabinetu Hitlera w Nowej Kancelarii.
W maju 1945 roku amerykański żołnierz John Barsamian znalazł globus rzekomo należący do Hitlera w ruinach Berghofu, rezydencji Hitlera na Obersalzbergu niedaleko Berchtesgaden, gdzie często przebywał. Zanim przybył Barsamian, rezydencja została prawie całkowicie splądrowana. Zabrał globus do domu i trzymał go przez 60 lat, po czym sprzedał go na aukcji w San Francisco w 2007 roku. Bob Pritikin, przedsiębiorca z San Francisco, kupił globus za 100 tysięcy dolarów.
We wrześniu 2007 roku historyk Wolfram Pobanz oświadczył, że kopia gigantycznego globusa z dziurą po kuli, znajdująca się w Niemieckim Muzeum Historycznym w Berlinie, nie jest kopią globusa Hitlera, ale inną, która prawdopodobnie należała do nazistowskiego ministra spraw zagranicznych Joachima von Ribbentropa i nie dała żadnej wskazówki, gdzie dzisiaj znajduje się globus należący do Hitlera.

## Kultura masowa
Globus jest uważany za metaforyczne przedstawienie rzekomego megalomańskiego pragnienia Hitlera podboju świata. W filmie Dyktator z 1940 roku w reżyserii Charliego Chaplina, globus jest przedstawiony jako piłka plażowa, która pęka przed twarzą dyktatora Adenoida Hynkela.